# Ginnossar
Ginnossar (hebräisch גִּנּוֹסַר Ginnōsar, englisch Ginosar), durch die Umschrift aus dem Hebräischen häufig auch in anderen Schreibweisen, ist ein Kibbuz am Nordwestufer des Sees Genezareth in Israel mit 593 Einwohnern (Stand 2018). Ginnossar gehört zum Regionalverband ʿEmeq haJarden.

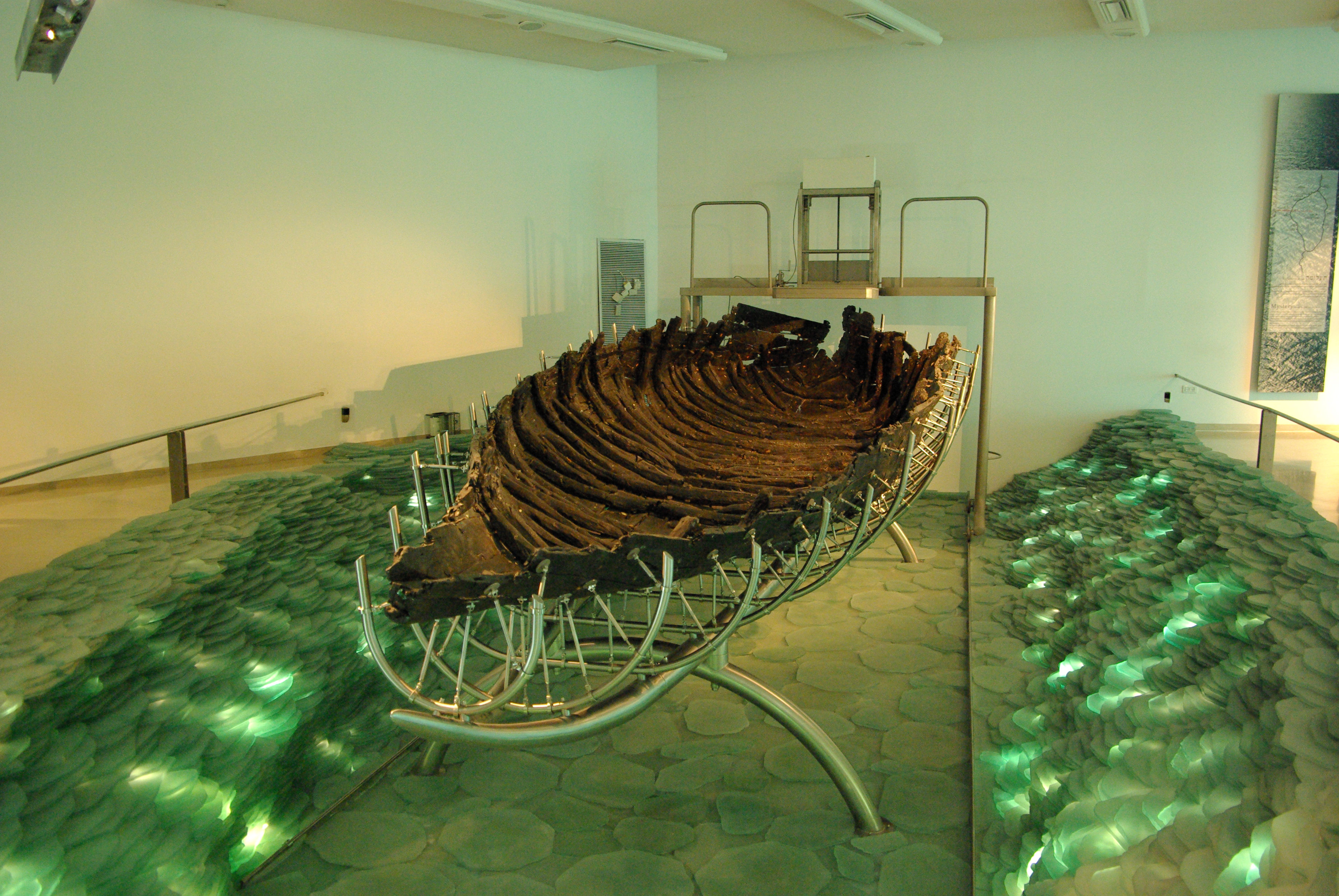
Das „Jesus-Boot“

Der Kibbuz wurde am 23. Februar 1937 als eine der ersten Turm-und-Palisaden-Siedlungen gegründet. Bedingt durch die Lage am See und die Nähe zu verschiedenen christlichen Pilgerstätten (u. a. Tabgha) ist der Tourismus ein wichtiger Erwerbszweig des Ortes. Die Landwirtschaft spielt ebenfalls eine große Rolle, der Kibbuz baut u. a. Bananen an.
Ein bekannter Bewohner des Kibbuz war der Politiker Jigʾal Allon, der am 8. Juni 1973 den Staatsgast Willy Brandt am Ort empfing. Nach ihm wurde das Yigʾal Allon Museum and Educational Center benannt, das sich mit Allons Leben und der Geschichte Galiläas befasst. Wichtigstes und bekanntestes Ausstellungsstück ist das sogenannte Jesus-Boot, ein etwa 2000 Jahre altes Fischerboot von über acht Meter Länge.

## Weblinks

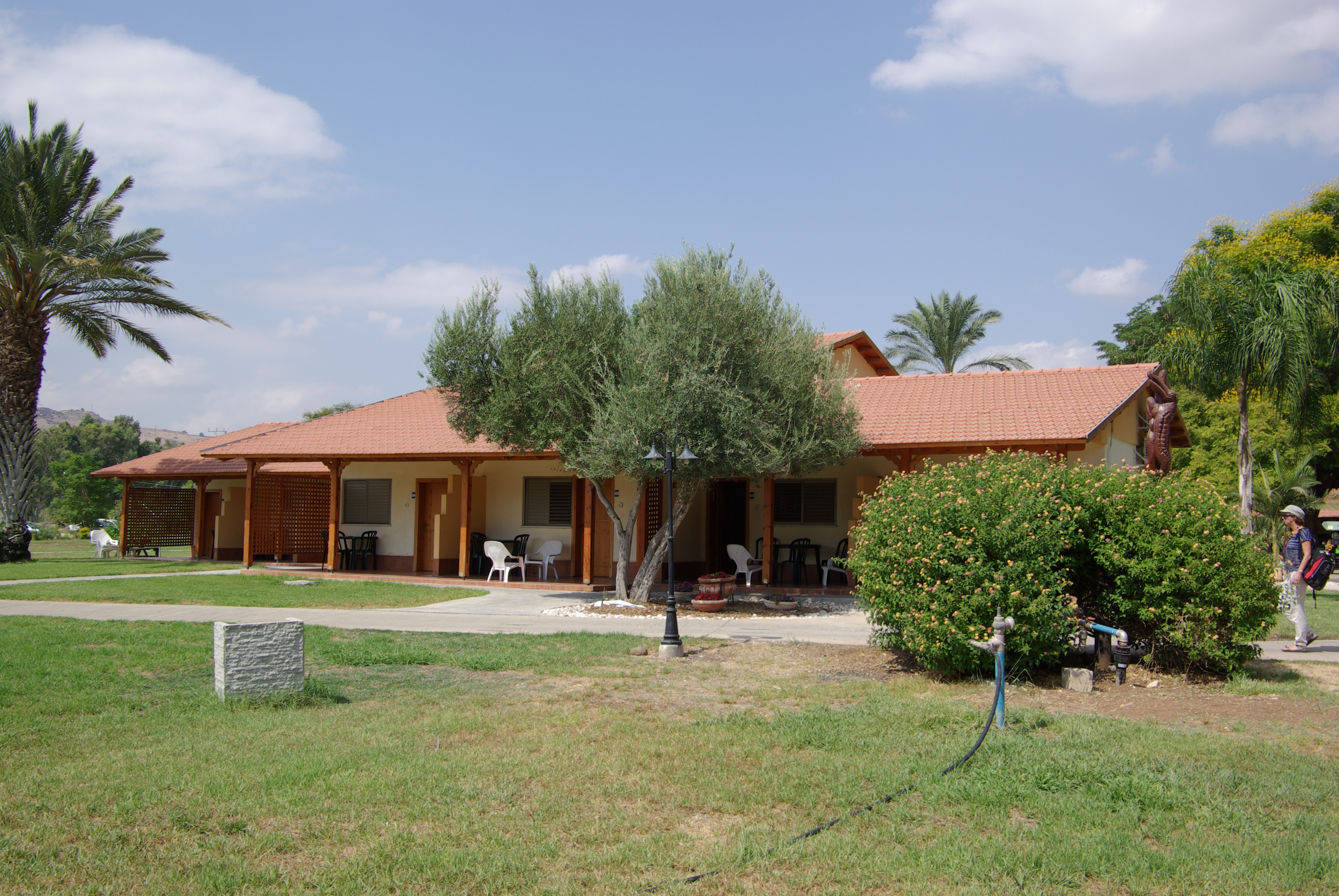
Frühere Wohnhäuser, heute Ferienwohnungen
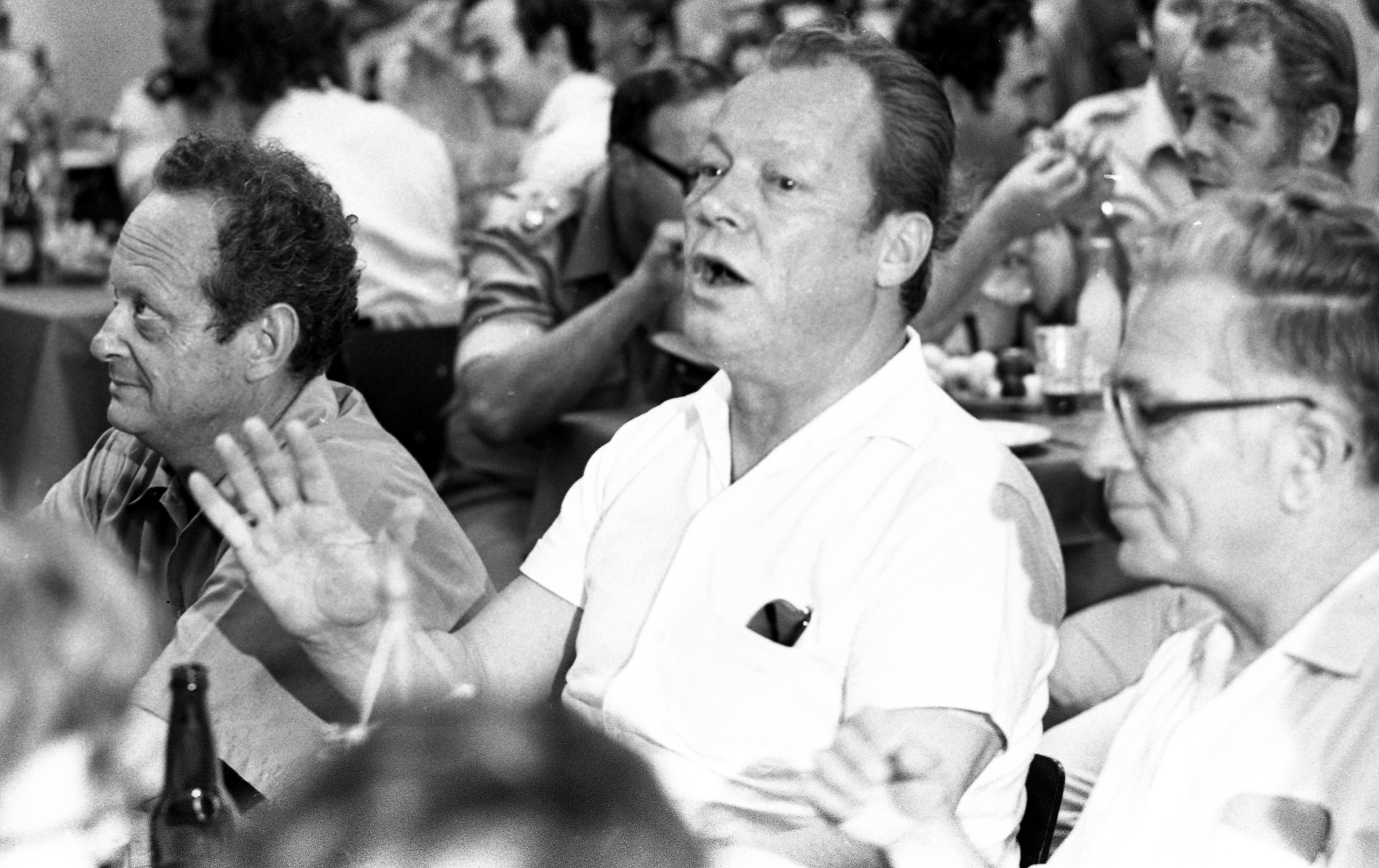
Jigʾal Allon mit Willy Brandt zu seiner Linken, Chadar haʾOchel des Kibbuzes
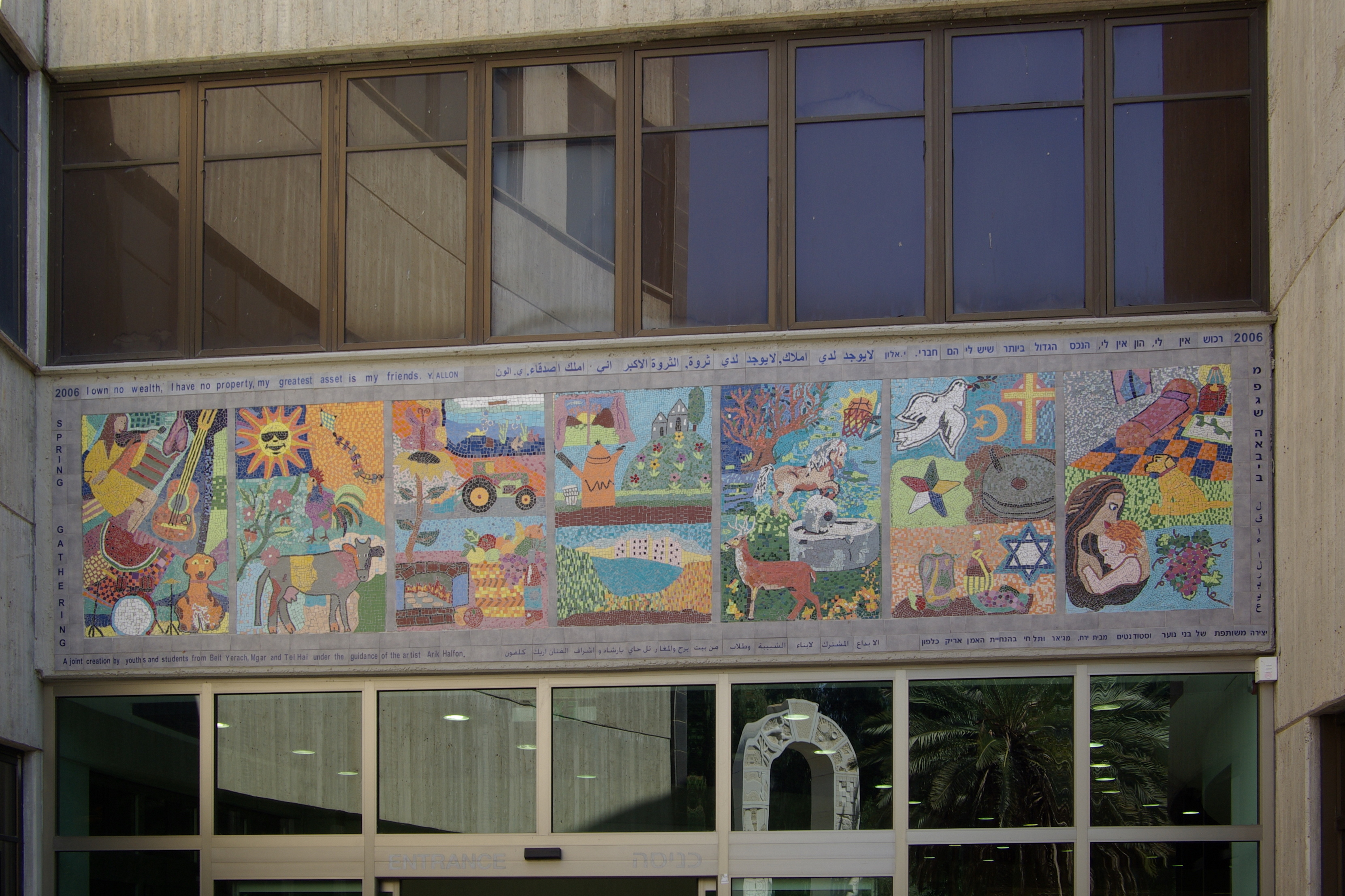
Jigʾal Allon Center